# Palaeosia bicosta
Palaeosia bicosta (tên tiếng Anh: Two-Ribbed Arctiid) là một loài bướm đêm thuộc phân họ Arctiinae, họ Erebidae. Nó được tìm thấy ở tây nam Úc.
Sải cánh dài khoảng 30 mm.
Ấu trùng ăn lichen.

## Hình ảnh

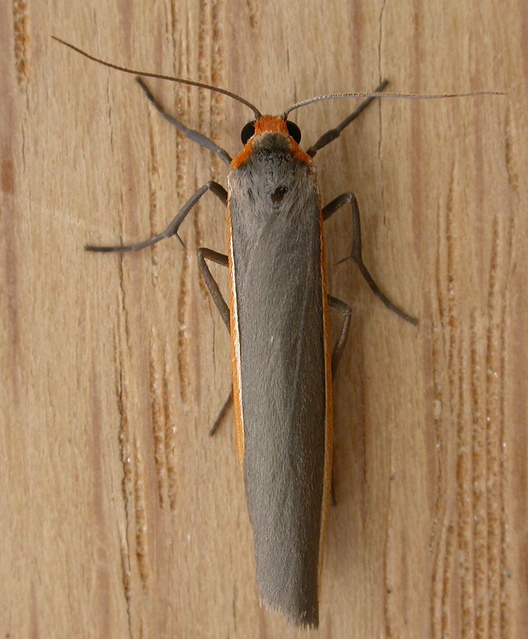
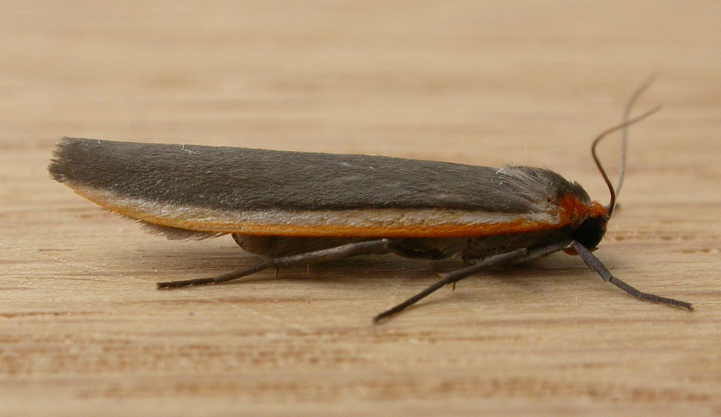